# Bethann Hardison
Bethann Hardison (New York, 30 settembre 1942) è un'ex modella, attivista e imprenditrice statunitense, nota per essere stata una delle prime modelle nere di alto profilo  dopo la sua apparizione alla sfilata di moda di Battle of Versailles del 1973. Conosciuta anche per il suo attivismo sulla diversità nel settore della moda,  ha ricevuto numerosi riconoscimenti per il suo lavoro, incluso il CFDA Founders Award 2014.

## Biografia
Afroamericana di Brooklyn, è laureata all'Università di New York e ha frequentato il Fashion Institute of Technology.
Durante i primi anni sessanta ha lavorato come commessa in varie boutique di New York. Nel 1967 è stata scoperta dal designer e stilista afroamericano Willi Smith, che le ha permesso di iniziare a sfilare sulle passerelle: insieme a Beverly Johnson, Iman (sua grande amica) e Pat Cleveland è stata dunque una delle prime modelle di colore.
Negli anni settanta è apparsa sulle copertine di Allure, Harper's Bazaar e Vogue. Nel decennio successivo ha lavorato ancora nel settore moda, passando alle pubbliche relazioni per conto di stilisti e/o designer e aprendo a sua volta un'agenzia di modelle. Con Iman ha fondato nel 1988 la Girls Coalition per fornire supporto alle indossatrici afroamericane, a quell'epoca ancora oggetto di discriminazioni.
Negli anni novanta ha rivolto la sua attenzione alla tv, diventando produttrice delle sitcom Between Brothers e Livin Large. Nel 2017 è stata omaggiata da Yvonne Sciò nel film-documentario Seven Women. Nel settembre 2019 è entrata a far parte insieme ad altre tre persone del comitato consultivo del CFDA, l'organismo che guida la moda statunitense diretto da Tom Ford.

## Vita privata
Bethann Hardison è madre dell'attore e regista Kadeem Hardison.

## Riconoscimenti
I contributi di Bethann Hardison all'attivismo le hanno procurato numerosi premi nel corso della sua carriera.  Nell'aprile 1999 ha ricevuto il primo premio annuale Vibe Style Lifetime Achievement.  Più tardi, sempre nello stesso anno, la Magic Johnson Foundation le ha assegnato un Distinguished Service Award. Gli ex alunni neri del Pratt Institute le hanno conferito un premio alla carriera nel 2003. Nel 2012 ha ricevuto un premio Woman of Power Legacy da Black Enterprise e nel 2013 il Frederick Douglass Award per il suo lavoro di promozione sulla diversità nella moda. Nel 2014 ha ottenuto il CFDA Founders Award.